# 1993. évi téli európai ifjúsági olimpiai napok
Az 1993. évi téli európai ifjúsági olimpiai napok hivatalos nevén az I. téli európai ifjúsági olimpiai napok egy több sportot magába foglaló nemzetközi sportesemény, melyet 1993. február 7. és 10. között rendeztek Aostában, Olaszországban.

## Versenyszámok
| Versenyszámok az 1993. évi téli európai ifjúsági olimpiai napokon |       |     |        |          |
| Sportág, szakág                                                   | férfi | női | vegyes | összesen |
| Alpesisí                                                          | 2     | 2   |        | 4        |
| Biatlon                                                           | 1     | 1   |        | 2        |
| Műkorcsolya                                                       | 1     | 1   | 1      | 3        |
| Rövidpályás gyorskorcsolya                                        | 2     | 2   |        | 6        |
| Sífutás                                                           | 2     | 2   |        | 4        |
|                                                                   |       |     |        |          |
| Összesen                                                          | 8     | 8   | 1      | 17       |

## A magyar érmesek
| Érem  | Versenyző    | Versenyszám                        |
| ----- | ------------ | ---------------------------------- |
| Arany | Vincze Petra | Rövidpályás gyorskorcsolya - 500 m |

## Éremtáblázat
| Az 1993. évi téli európai ifjúsági olimpiai napok éremtáblázata | Az 1993. évi téli európai ifjúsági olimpiai napok éremtáblázata | Az 1993. évi téli európai ifjúsági olimpiai napok éremtáblázata | Az 1993. évi téli európai ifjúsági olimpiai napok éremtáblázata | Az 1993. évi téli európai ifjúsági olimpiai napok éremtáblázata | Olimpia  |
| --------------------------------------------------------------- | --------------------------------------------------------------- | --------------------------------------------------------------- | --------------------------------------------------------------- | --------------------------------------------------------------- | -------- |
|                                                                 | Ország                                                          | Arany                                                           | Ezüst                                                           | Bronz                                                           | Összesen |
| 1.                                                              | Oroszország                                                     | 5                                                               | 6                                                               | 0                                                               | 11       |
| 2.                                                              | Olaszország                                                     | 4                                                               | 2                                                               | 3                                                               | 9        |
| 3.                                                              | Svájc                                                           | 2                                                               | 1                                                               | 1                                                               | 4        |
| 4.                                                              | Belgium                                                         | 1                                                               | 1                                                               | 0                                                               | 2        |
| 5.                                                              | Finnország                                                      | 1                                                               | 0                                                               | 1                                                               | 2        |
|                                                                 | Lengyelország                                                   | 1                                                               | 0                                                               | 1                                                               | 2        |
| 7.                                                              | Magyarország                                                    | 1                                                               | 0                                                               | 0                                                               | 1        |
|                                                                 | Spanyolország                                                   | 1                                                               | 0                                                               | 0                                                               | 1        |
|                                                                 | Szlovénia                                                       | 1                                                               | 0                                                               | 0                                                               | 1        |
| 10.                                                             | Svédország                                                      | 0                                                               | 2                                                               | 0                                                               | 2        |
|                                                                 | Ukrajna                                                         | 0                                                               | 2                                                               | 0                                                               | 2        |
| 12.                                                             | Franciaország                                                   | 0                                                               | 1                                                               | 2                                                               | 3        |
| 13.                                                             | Bulgária                                                        | 0                                                               | 1                                                               | 1                                                               | 2        |
|                                                                 | Norvégia                                                        | 0                                                               | 1                                                               | 1                                                               | 2        |
| 15.                                                             | Csehország                                                      | 0                                                               | 0                                                               | 2                                                               | 2        |
| 16.                                                             | Észtország                                                      | 0                                                               | 0                                                               | 1                                                               | 1        |
|                                                                 | Egyesült Királyság                                              | 0                                                               | 0                                                               | 1                                                               | 1        |
|                                                                 | Románia                                                         | 0                                                               | 0                                                               | 1                                                               | 1        |
|                                                                 | Szlovákia                                                       | 0                                                               | 0                                                               | 1                                                               | 1        |
|                                                                 |                                                                 |                                                                 |                                                                 |                                                                 |          |
| Összesen                                                        | Összesen                                                        | 17                                                              | 17                                                              | 16                                                              | 50       |